# 항성 핵합성
항성 핵합성(Stellar nucleosynthesis)은 항성 내부에서 무거운 원소의 원자핵을 형성하는 반응을 총칭하는 말이다.
항성 핵합성은 20세기에 들어서서 태양이 오랜시간 열과 빛을 내뿜는 이유인 핵 반응이 연구되기 시작하면서부터 연구되기 시작했다. 태양의 에너지의 원천은 수소가 헬륨으로 핵융합하는 것이며, 이 반응이 시작되는 데만 최소 4 백만 켈빈의 온도가 필요하다.

## 역사
1920년 아서 에딩턴은 프랜시스 윌리엄 애스턴의 정밀한 원자 측정에 근거하여 항성의 에너지는 수소가 헬륨으로 핵융합 하는 것으로부터 기인하는 것이라고 처음으로 추측하였다.  1928년 조지 가모프는 가모프 인자로 불리는 양자역학 식을 유도하였는데, 이는 강한 상호작용이 쿨롱 장벽을 극복할 정도로 두 원자핵이 가깝게 다가설 수 있는 확률을 나타내는 식이다. 가모프 인자를 이용하여 로버트 앳킨슨(Robert d'Escourt Atkinson), 프리츠 하우테르만스(네덜란드어: Fritz Houtermans), 또한 가모프 자신과 에드워드 텔러는 항성 내부 온도에서 일어나는 핵 반응률을 유도해 내었다.
1939년, "항성에서의 에너지 생성"(Energy Production in Stars)이라는 논문을 통해 한스 베테는 수소가 헬륨으로 핵융합하는 서로 다른 가능성에 관해 분석하였다. 그는 항성의 에너지원으로 생각되는 두 과정을 선택하였다. 첫 번째의 과정은 양성자-양성자 연쇄로 태양 정도의 질량을 가지는 항성의 주요한 에너지원이다. 두 번째 과정은 1938년 카를 프리드리히 폰 바이츠제커에 의해서도 설명된 적이 있는 CNO 순환으로, 보다 질량이 큰 항성에서 보다 중요한 과정이다.
이후, 베테의 이론에 많은 중요하면서도 구체적인 이론이 덧붙여졌다. 그 중 하나는 1957년의 마거릿 버비지(Margaret Burbidge), 제프리 버비지(Geoffrey Burbidge), 윌리엄 파울러(William Fowler), 프레드 호일의 논문이다. 이 논문은 관측된 우주의 원소 비율을 엄밀하게 설명하도록 이전 연구를 모아서 보다 개량한 것이다.

## 주요 반응 목록
항성 핵합성에 있어서 가장 중요한 반응은 다음과 같다.
- 수소 연소
  - 양성자-양성자 연쇄 반응
  - CNO 순환
- 헬륨 연소
  - 삼중 알파 과정
  - 알파 반응
- 보다 무거운 원소의 연소
  - 탄소 연소 과정
  - 네온 연소 과정
  - 산소 연소 과정
  - 규소 연소 과정
- 철 보다 무거운 원소의 형성
  - 중성자 포획
    - R-과정
    - S-과정

  - 양성자 포획
    - P-과정

## 참고 문헌
- H. A. Bethe, Energy Production in Stars, Phys. Rev. 55 (1939) 103; online edition (subscription needed)
- H. A. Bethe, Energy Production in Stars, Phys. Rev. 55 (1939) 434-456; online edition (subscription needed)
- Alak K. Ray (2004) Stars as thermonuclear reactors: their fuels and ashes (arxiv.org article)